# Theriophila
Theriophila é um gênero de traça pertencente à família Arctiidae.